# 大塘镇 (韶关市)
大塘镇，是中华人民共和国广东省韶关市曲江区下辖的一个乡镇级行政单位。

## 行政区划
大塘镇下辖以下地区：
大塘社区、大塘村、新桥村、汤溪村、侧田村、黑石村、东岗岭村、丈古岭村、左村、西林村、其田村、红新村、梅花村、历山村、塘口村和竹园村。